# Сидоровичи (Могилёвская область)
Си́доровичи (бел. Сідаравічы) — агрогородок в составе Сидоровичского сельсовета Могилёвского района Могилёвской области Республики Беларусь. Административный центр Сидоровичского сельсовета.

## Население
- 2010 год — 419 человек